# ادوین استیونز
ادوین استیونز (انگلیسی: Edwin Stevens؛ ‏ ۱۶ اوت ۱۸۶۰ – ۳ ژانویهٔ ۱۹۲۳) بازیگر، فیلم‌نامه‌نویس و کارگردان فیلم اهل ایالات متحده آمریکا بود. وی بین سال‌های ۱۹۱۶ تا ۱۹۲۵ میلادی فعالیت می‌کرد.
از فیلم‌هایی که وی در آن‌ها نقش داشته‌است، می‌توان به مشتاق ازدواج، عضو معمولی باشگاه و صحرا اشاره نمود.